# Budapest Wolves
A Budapest Wolves kilencszeres magyar bajnok budapesti amerikaifutball-csapat, 2004-es alapítása óta a magyarországi amerikaifutball meghatározó csapata. Az egyesület Magyar Amerikai Futball Szövetség alapító tagja (2005), azonban a Magyarországi Amerikai Futballcsapatok Ligájában 2006-ban és 2007-ben csak tartalékcsapatot indított. 2005 és 2007 között, valamint 2014 és 2017 között az osztrák bajnokságban is szerepelt, melynek negyedosztályát 2014-ben, harmadosztályát 2015-ben megnyerte.

## Szervezeti háttér
A hátteret adó sportegyesület 2004-ben alakult Budapesti American Football Club Egyesület néven. Alapító-elnöke Árpa Attila, aki 2009-ig játékosként is szerepelt a csapatban. 2009 óta az egyesület neve Budapesti Farkasok Amerikai Futball Közhasznú Egyesület (Budapesti Farkasok AFKE), székhelye 1204 Budapest, Tátra tér (Új Piaccsarnok) I/15-16. Az egyesületet 5 fős elnökség irányította, melynek elnöke Hubay Mátyás volt.
2015-ben a jogszabályi változások miatt a csapat ismét névváltozáson esett át: Budapesti Farkasok Közhasznú Egyesület (Budapesti Farkasok KSE). A csapat vezetése a 3 fős elnökségre szűkült, melynek tagjai Sára Márta, Roczkó Iván (alelnök) és Hubay Mátyás (elnök).
2015-ben megalakult az egyesületen belül a férfi kézilabda-szakosztály, illetve később a női kézilabda-szakosztály, a női röplabda szakosztály, a kosárlabda-szakosztály és 2019-ben a darts szakosztály is. 2020-ban új szakosztályként csatlakozott a klubhoz a 2013-ban alapított, ötszörös felnőtt bajnok Budapest Reds baseball és softball egyesület.
A Wolves szurkolólány-csapata a Wolves Cheerleader.

## Története

### Lee Hlavka-korszak
A csapatot 2004. április 4-én alapították, ekkor egyetlen magyar amerikaifutball-csapatként funkcionált. Első hivatalos mérkőzésüket 2004. augusztus 15-én játszották, az osztrák negyedosztályú Fischamend Oilers ellen idegenben 35–0 arányban győztek. 2004 novemberében a Farkasok felvételt nyertek az osztrák AFBÖ-be, és a 2005-ös szezont az osztrák harmadosztályban, a Divízió II-as bajnokságban kezdték. Első hivatalos bajnoki mérkőzésüket a Carinthia Cowboys ellen játszották (16–0 arányú vereség), hazai pályán, ekkor a Bozsik József Stadionban a Vienna Knights ellen mutatkoztak be (27–0 arányú győzelem 4000 néző előtt). A bajnokság alapszakaszát 3 győzelemmel és 1 vereséggel zárták, az elődöntőben a Blue Devils II csapatát verték meg. A II. Challenge Bowl döntőben a Tyrolean Raiders II elleni 24–6-os vereséggel a bajnokságot a 2. helyen zárták, de 2006-ban a Divízió I-ben indulhattak. Közben 2005 októberében elkezdődött az első magyar bajnokság is, a Wolves Nagykanizsán a Nagykanizsa Demons ellen 79–0 arányú győzelemmel indult. A csapat mindhárom alapszakasz-meccsét megnyerte, majd a döntőben a Debrecen Gladiators ellen diadalmaskodott 46–0 arányban.
2006-ban és 2007-ben a csapat az osztrák Divízió I-es bajnokságban szerepelt, mely mellett a magyar bajnokságot a csapat nem vállalta, viszont 2006 óta a klub második számú csapattal is rendelkezik, akik indultak a bajnokságban. 2006 első felében 3-3-mal zárt a Wolves az osztrák bajnokságban, hazai színtéren az ősszel megrendezett I. Blue Bowl kupában mérettette meg magát, amit veretlenül meg is nyert. 2007-ben a Wolves az osztrák Divízió I-es alapszakaszt 7-1-es mérleggel a 2. helyen zárta, és hazai pályán fogadta a St. Pölten Invaders csapatát, 22-20-as vereséget szenvedett. Párhuzamosan a csapat benevezett a SELAF (későbbi CEFL) bajnokságba, ahol az alapszakaszt 6-1-es mérleggel megnyerte, az elődöntőben győzött a Novi Sad Dukes ellen, de a SELAF Bowl döntőben 28-27-re vereséget szenvedett a Vukovi Beograd csapatától. Ebben az évben tovább bővült a Wolves-család, a Budapest Wolves Ladies révén az első magyarországi női együttes is megalakult a klub berkein belül.
2008-tól a Wolves az osztrák helyett a magyar bajnokságban indult, ahol 2010-ig mind a három Divízió I-es szezont veretlenül nyerte meg. Közben a Farkasok a CEFL ligában 2008-ban és 2010-ben elődöntőt, 2011-ben döntőt játszottak, de a sorozatot nem sikerült megnyerniük. 2011-ben a MAFSZ a bajnokság átszervezésébe fogott, a Hungarian Bowl kupáért a legerősebb magyar ill. nemzetközi vendégcsapatokkal kívántak kiemelt ligát indítani HFL néven, ám a bajnokság a kevés résztvevő miatt nem indult el. Ezáltal a három legerősebb csapat (Wolves, Sharks, Cowboys) nem indult ebben az évben hazai bajnokságban – ősszel a Divízió I győztes Nyíregyháza Tigers csapatával a négy csapat Fall Bowl néven kupát szervezett, melyet a Wolves veretlenül nyert meg.
2012-től elindult a HFL bajnokság. 2012-ben az alapszakaszban története első hazai bajnoki vereségét szenvedte el a klub a Budapest Hurricanes ellen, így a Farkasok az alapszakaszt a 2. helyen zárták, ám a döntőben visszavágtak, és ötödszörre is elhódították a Hungarian Bowl bajnoki serleget. A CEFL-ben 2 győzelemmel és 4 vereséggel szerepeltek, ebben a sorozatban ekkor volt az utolsó Wolves-győzelem.

### Kovács István-éra
2013-ban újra kikaptak az alapszakaszban a Hurricans-től, és 2. helyen jutottak a döntőbe, ám ezúttal a Hurricans a döntőben is győzni tudott.
2014-ben a Wolves ismét indult az osztrák bajnokságban, az AFL Divízió 3-at veretlenül zárták, és nyerték a IX. Challenge Bowl-t. A magyar bajnokságban 4 győzelemmel és 2 vereséggel hármas holtversenyt értek el a Hurricanes és a Rebels csapatával, legjobb pontkülönbsége révén a Wolves nyerte az alapszakaszt, és jutott a IX. Hungarian Bowl döntőbe, ahol újra ezüstérmet szerzett az Újbuda Rebels elleni 19-9-es vereséggel. A Farkasok 2013-ban és 2014-ben egyaránt 0-6-os mérleggel zártak a CEFL küzdelmeiben, ahol azóta nem is indultak.
2015-ben ismét elindultak az osztrák pontvadászatban, a Divízió 2-ben az alapszakaszt 7-1-gyel zárták, és megnyerték az elődöntőt, valamint a VIII. Iron Bowl döntőt is. A magyar bajnokságban 2015-ben vendégindulóként a szlovák Bratislava Monarchs is elindult. A Wolves az alapszakaszt a Monarchs és a Cowbells mögött a 3. helyen zárta, ám az elődöntőben visszavágott a Cowbells-nek a 2014-es bajnoki döntőért és az alapszakasz-vereségért is, és a kiírásnak megfelelően az elődöntő megnyerésével megszerezte a klub 6. bajnoki címét. Azonban újabb Hungarian Bowl ill. HFL-cím nem került a Wolves birtokába, ugyanis a Monarchs 55-34-re nyert a döntőben.
A 2016-os szezonban újra három fronton indult az együttes: a magyar HFL és az osztrák Divízió 1 mellett az IFAF Európai Bajnokok Ligája küzdelmeiben is részt vettek. A BL-ben a csapat 0-2-es mérleggel zárt a csoport 3. helyén, a HFL-ben a Farkasok komoly meglepetésre 1-6-os mérleggel utolsóként végeztek. Az osztrák Divízió 1 keleti csoportjában 4 győzelemmel és 4 vereséggel a csoport 3. helyén zártak, így nem jutottak a rájátszásba.
2017-ben a Wolves a magyar bajnokságban indította legjobb játékosait, a csapat nemzetközi bajnokságba nem nevezett, és az osztrák Divízió I-ben jobbára a második csapattal nevezett (így a Wolves 2 nem is indult a magyar pontvadászatban). A HFL-ben az alapszakaszt a 4. helyen zárták, az elődöntőben a veretlen címvédő Miskolc Steelers ellen kiestek. Az osztrák bajnokságban a csapat csupán 1 győzelmet szerzett, és kiesett a Divízió II-be.
2018-ban a Wolves fennállása során először nem indult nemzetközi porondon. A csapat csak a magyar bajnokságra koncentrált, melynek eredményeképp 6 győzelemmel és 1 vereséggel megnyerték a HFL alapszakaszát, majd az elődöntőben és a döntőben is győzedelmeskedni tudtak, így 6 év után újra Hungarian Bowl győztesek, 3 év után újra, immáron 7. alkalommal magyar bajnokok lettek.
2019-ben a címvédő csapat az 5 mérkőzéses alapszakaszt veretlenül zárta, ám az elődöntőben a Kyiv Capitals ellen vereséget szenvedett. A csapat a nemzetközi porondra is visszatért, ahol a Bolzano Giants ellen az első körben kiestek a CEFL-kupa küzdelmei során.
A 2020-as HFL-szezon a Covid19 járvány miatt elmaradt. A 2021-es évben a csapat az alapszakasz során 2 győzelmet és 2 vereséget szerezve jutott be a döntőbe, ahol a veretlen Fehérvár Enthroners otthonában győzni tudak, így a 7. Hungarian Bowl és 8. magyar bajnoki trófeát elhódították. 2022-ben szintén 2 győzelmet és 2 vereséget szereztek, amivel a HFL 3. helyén végeztek. Az elődöntőben a Cowbells otthonában győzni tudtak, de a döntőben a Fehérvár Enthroners revánst tudott venni. A 2022-es szezon végén Kovács István leköszönt a vezetőedzői posztról, melyet Sződy Ferenc, a csapat és a válogatott védő koordinátora vett át.

### Budapest Wolves 2
2006-ban az ARD7 Budapest Wolves 2 csapata a MAFL keleti csoport 2. helyén végzett, majd az elődöntőben a Győr Sharks ellen 29–21-es vereséget szenvedett. 2007-ben a Wolves 2 a MAFL Divízió I nyugati csoportjában zárt 2. helyen, az elődöntőben a Debrecen Gladiators győzte le a csapatot 28–27 arányban. 2008-ban a nagycsapat visszatérésével nem indult a Wolves 2; 2009-ben a csapat a Divízió III 4. helyén zárt, majd az elődöntőben 61–10-re kikapott az Újbuda Rebels csapatától.
2010-ben a Wolves 2 a Divízió II-es bajnokságban mind a 6 mérkőzését elveszítve sereghajtóként zárt. 2011-ben egy győzelemmel a Divízió II 8. helyét érte el, majd 2012-ben újra nyeretlenül zárta a Divízió II keleti csoportját. 2014-ben 4 győzelemmel és 2 vereséggel a Divízió II alapszakaszának 4. helyét érték el a Farkasok, ám a Wild Card körben hazai pályán kikaptak a Szekszárd Bad Bones ellen.
2014-ben, 2015-ben és 2017-ben nem indult B-csapat a bajnokságban (2017-ben lényegében a B-csapat játszott az osztrák Divízió I-ben); 2016-ban a Wolves 2 a Divízió I-ben indult, ám mind a hat mérkőzést elvesztette. 2018-ban a csapat a Divízió II-ben 2-4-es mérleggel 6. lett; 2019-ben újra a Divízió I-ben indultak. A 2020-as évben a járvány miatt a HFL keret egy része is a csapatba került,; a Wolves a keleti csoport veretlen megnyerése után a Covid19-járvány súlyosbodó 2. hullámjára hivatkozva a rájátszás előtt visszalépett a bajnokságtól. 2021-ben a Divízió II-ben indultak, amit veretlenül megnyertek.

## Eredmények

### Magyar bajnokság
| Szezon | Osztály | Csoport | Alapszakasz | Alapszakasz | Alapszakasz | Rájátszás eredmények                                                                                    |
| Szezon | Osztály | Csoport | Eredmény    | Győzelem    | Vereség     | Rájátszás eredmények                                                                                    |
| ------ | ------- | ------- | ----------- | ----------- | ----------- | --- |
| 2005   | Div I   |         | 1.          | 3           | 0           | Győzelem Elődöntő (Nagykanizsa Demons) 72–2 Győzelem I. Hungarian Bowl (1) (Debrecen Gladiators) 46–0   |
| 2008   | Div I   | A       | 1.          | 5           | 0           | Győzelem Elődöntő (Budapest Titans) 55–0 Győzelem IV. Hungarian Bowl (2) (Budapest Cowboys) 20–14       |
| 2009   | Div I   |         | 1.          | 4           | 0           | Győzelem Elődöntő (Nyíregyháza Tigers) 26–7 Győzelem V. Hungarian Bowl (3) (Győr Sharks) 16–12          |
| 2010   | Div I   |         | 1.          | 6           | 0           | Győzelem Elődöntő (Újbuda Rebels) 17–7 Győzelem VI. Hungarian Bowl (4) (Nyíregyháza Tigers) 58–0        |
| 2012   | HFL     |         | 2.          | 2           | 1           | Győzelem VII. Hungarian Bowl (5) (Budapest Hurricanes) 65–21                                            |
| 2013   | HFL     |         | 2.          | 3           | 1           | Vereség VIII. Hungarian Bowl (Budapest Hurricanes) 28–24                                                |
| 2014   | HFL     |         | 1.          | 4           | 2           | Vereség IX. Hungarian Bowl (Újbuda Rebels) 19–9                                                         |
| 2015   | HFL     |         | 3.          | 4           | 2           | Győzelem Elődöntő (Budapest Cowbells) 46–21 Vereség X. Hungarian Bowl (Bratislava Monarchs) 55–34       |
| 2016   | HFL     |         | 6.          | 1           | 4           | |
| 2017   | HFL     |         | 4.          | 2           | 3           | Vereség Elődöntő (Miskolc Steelers) 27–25                                                               |
| 2018   | HFL     |         | 1.          | 6           | 1           | Győzelem Elődöntő (Nyíregyháza Tigers) 35–20 Győzelem XIII. Hungarian Bowl (6) (Miskolc Steelers) 34–30 |
| 2019   | HFL     |         | 1.          | 5           | 0           | Vereség Elődöntő (Kyiv Capitals) 27–35                                                                  |
| 2021   | HFL     |         | 2.          | 2           | 2           | Győzelem XV. Hungarian Bowl (7) (Fehérvár Enthroners) 18–7                                              |
| 2022   | HFL     |         | 3.          | 2           | 2           | Győzelem Elődöntő (Budapest Cowbells) 21–14 Vereség XVI. Hungarian Bowl (Fehérvár Enthroners) 24–31     |
| 2023   | HFL     |         | 1.          | 6           | 0           | Győzelem Elődöntő (Budapest Titans) 42–20 Győzelem XVII. Hungarian Bowl (8) (Újpest Bulldogs) 49–28     |
| 2024   | HFL     |         | 4.          | 2           | 3           | Vereség Elődöntő (Csepel TC Cowbells) 7–24                                                              |
| 2025   | HFL     |         | 5.          | 2           | 4           | |

### Osztrák bajnokság
| Szezon | Osztály | Csoport | Alapszakasz | Alapszakasz | Alapszakasz | Rájátszás eredmények                                                                                    |
| Szezon | Osztály | Csoport | Eredmény    | Győzelem    | Vereség     | Rájátszás eredmények                                                                                    |
| ------ | ------- | ------- | ----------- | ----------- | ----------- | --- |
| 2005   | Div 2   |         | 1.          | 3           | 1           | Győzelem Elődöntő (Cinneplexx Blue Devils II) 27–0 Vereség Challenge Bowl II (Tyrolean Raiders II) 24–6 |
| 2006   | Div 1   |         | H.          | 3           | 3           | |
| 2007   | Div I   |         | 2.          | 7           | 1           | Vereség Elődöntő (St. Pölten Invaders) 22–20                                                            |
| 2014   | Div 3   | A/B     | 2.          | 5           | 1           | Győzelem Elődöntő (Telfs Patriots) 35–9 Győzelem Challenge Bowl XI (Fürstenfeld Raptors) 41–14          |
| 2015   | Div 2   | A       | 1.          | 7           | 1           | Győzelem Elődöntő (Salzburg Bulls) 37–20 Győzelem Iron Bowl VIII (Amstetten Thunder) 24–21              |
| 2016   | Div 1   | Kelet   | 3.          | 4           | 4           | |
| 2017   | Div 1   | B       | 5.          | 1           | 7           | |

### Nemzetközi sorozatok
| Szezon | Sorozat       | Csoport | Alapszakasz | Alapszakasz | Alapszakasz | Rájátszás eredmények |
| Szezon | Sorozat       | Csoport | Eredmény    | Győzelem    | Vereség     | Rájátszás eredmények |
| ------ | ------------- | ------- | ----------- | ----------- | ----------- | --- |
| 2007   | SELAF         | Észak   | 1.          | 6           | 1           | Győzelem Elődöntő (Novi Sad Dukes) 21–14 Vereség SELAF Bowl II (Vukovi Beograd) 28–27                                                                    |
| 2008   | CEFL          | Észak   | 2.          | 5           | 5           | Vereség Elődöntő (Vukovi Beograd) 21–7 |
| 2009   | CEFL          | B       | 3.          | 4           | 4           | |
| 2010   | CEFL          |         | 3.          | 2           | 4           | Vereség Elődöntő (Ljubljana Silverhawks) 31–14 |
| 2011   | CEFL          |         | 2.          | 4           | 2           | Vereség CEFL Bowl VI (Vukovi Beograd) 34–33 |
| 2012   | CEFL          |         | 4.          | 2           | 4           | Vereség Elődöntő (Vukovi Beograd) 35–14 |
| 2013   | CEFL          |         | 4.          | 0           | 6           | |
| 2014   | CEFL          |         | 4.          | 0           | 6           | |
| 2016   | IFAF BL       | Central | 3.          | 0           | 2           | |
| 2019   | CEFL Cup      |         |             |             |             | Vereség Negyeddöntő (Bolzano Giants) 36–19 |
| 2022   | CEFL          |         |             |             |             | Győzelem Első kör (Moscow Spartans) 35–0 mérkőzés nélkül Vereség Negyeddöntő (Calanda Broncos) 28–35                                                     |
| 2023   | CEFL CEFL Cup |         |             |             |             | Vereség CEFL nyolcaddöntő (Vukovi Beograd) 38–48 Győzelem CEFL Cup Elődöntő (Bucharest Rebels) 45–6 Vereség CEFL Cup Döntő (Kragujevac Wild Boars) 51–45 |
| 2024   | CEFL          |         |             |             |             | Visszalépett a sorozat indulása előtt |

### Blue Bowl, Fall Bowl
| Szezon | Bajnokság      | Alapszakasz | Alapszakasz | Alapszakasz | Rájátszás eredmények                                                                        |
| Szezon | Bajnokság      | Eredmény    | Győzelem    | Vereség     | Rájátszás eredmények                                                                        |
| ------ | -------------- | ----------- | ----------- | ----------- | ------------------------------------------------------------------------------------------- |
| 2006   | I. Blue Bowl   | 1.          | 2           | 0           | Győzelem Elődöntő (Budapest Cowboys) 75–0 Győzelem I. Blue Bowl (Debrecen Gladiators) 63–20 |
| 2011   | Fall Bowl      | 1.          | 3           | 0           | Győzelem Fall Bowl (Nyíregyháza Tigers) 28–0                                                |
| 2022   | III. Blue Bowl | 1.          | 2           | 0           | Elődöntő (Diósd Saints) elmaradt Győzelem III. Blue Bowl (Budapest Cowbells) 21–14          |

### Budapest Wolves 2
| Szezon | Osztály | Csoport | Alapszakasz | Alapszakasz | Alapszakasz | Rájátszás eredmények                                                                        |
| Szezon | Osztály | Csoport | Eredmény    | Győzelem    | Vereség     | Rájátszás eredmények                                                                        |
| ------ | ------- | ------- | ----------- | ----------- | ----------- | ------------------------------------------------------------------------------------------- |
| 2006   | Div I   | Kelet   | 2.          | 3           | 1           | Vereség Elődöntő (Győr Sharks) 21–29                                                        |
| 2007   | Div I   | Nyugat  | 2.          | 2           | 2           | Vereség Elődöntő (Debrecen Gladiators) 27–28                                                |
| 2010   | Div II  |         | 7.          | 0           | 6           |                                                                                             |
| 2011   | Div II  |         | 8.          | 1           | 4           |                                                                                             |
| 2012   | Div II  | Kelet   | 6.          | 0           | 5           |                                                                                             |
| 2013   | Div II  |         | 4.          | 4           | 2           | Vereség Negyeddöntő (Szekszárd Bad Bones) 8–16                                              |
| 2016   | Div I   |         | 9.          | 0           | 6           |                                                                                             |
| 2018   | Div II  |         | 6.          | 2           | 4           |                                                                                             |
| 2019   | Div I   | Nyugat  | 4.          | 1           | 5           |                                                                                             |
| 2020   | Div I   | Kelet   | 1.          | 3           | 0           | Elődöntő (NBA Crushers) előtt visszalépett                                                  |
| 2021   | Div II  | Nyugat  | 1.          | 5           | 0           | Győzelem Elődöntő (Újpest Bulldogs) 26–3 Győzelem XII. Duna Bowl (Tatabánya Mustangs) 34–14 |
| 2022   | Div II  |         | 1.          | 4           | 0           | Győzelem Elődöntő (Levelek Spartans) 30–22 Vereség XIII. Duna Bowl (Újpest Bulldogs) 6–10   |
| 2023   | Div I   | Nyugat  | 1.          | 5           | 0           | Győzelem Elődöntő (Győr Sharks) 26–0 Vereség XVII. Pannon Bowl (Dabas Sparks) 14–17         |
| 2024   | Div II  |         | 6.          | 0           | 5           | Megj. visszalépett a bajnokság indulása előtt                                               |

## Vezetőedzők
A csapat vezetőedzője 2004-től 2012-ig az amerikai Lee Hlavka volt, 2013 és 2022 között Kovács István vezette a Wolves csapatát. A 2023-as szezonban Sződy Ferenc veszi át a vezetőedzői pozíciót.

## Hall of Fame
A Budapest Wolves 2019-ben, a csapat alapításának 15. évfordulóján megalapította a saját hírességek csarnokát. Az alapításkor Demeter István futó, Száraz Kata linebacker, Lee Hlavka edző, Király Csanád elkapó, Terdik László center, Pethő Ferenc guard, Mihálovits Tamás defensive end és Oláh Zoltán center került a csapatba.

## Visszavonultatott mezszám
- 3: Bencsics Márk (2025)